# Copa del Mundo de ciclismo en pista de 2008-2009
La Copa del Mundo de ciclismo en pista de 2008-2009 es la 17.ª edición de la Copa del Mundo de ciclismo en pista. Se celebra del 31 de octubre de 2008 al 15 de febrero de 2009 con la disputa de cinco pruebas.

## Pruebas
| Fecha                      | Lugar      |
| -------------------------- | ---------- |
| 31-2 de noviembre de 2008  | Mánchester |
| 20-22 de noviembre de 2008 | Melbourne  |
| 12-14 de diciembre de 2008 | Cali       |
| 16-18 de enero de 2009     | Pekín      |
| 13-15 de febrero de 2009   | Copenhague |

## Resultados

### Masculinos
| Evento                  | Ganador                                                           | Segundo                                                                       | Tercero                                                                    |
| Mánchester              | Mánchester                                                        | Mánchester                                                                    | Mánchester                                                                 |
| ----------------------- | ----------------------------------------------------------------- | ----------------------------------------------------------------------------- | -------------------------------------------------------------------------- |
| Keirin                  | François Pervis                                                   | Jason Kenny                                                                   | Teun Mulder                                                                |
| km contrarreloj         | David Daniell                                                     | Yevgen Bolirukh                                                               | Kamil Kuczyński                                                            |
| Velocidad               | Jason Kenny                                                       | Shane Perkins                                                                 | Matthew Crampton                                                           |
| Velocidad por equipos   | Team Sky + Hd Ross Edgar Jason Kenny Jamie Staff                  | Łukasz Kwiatkowski Maciej Bielecki Kamil Kuczyński                            | Mathias Stumpf Sebastian Doehrer René Enders                               |
| Persecución             | Edward Clancy                                                     | Vitaliy Shchedov                                                              | Valeri Kaikov                                                              |
| Persecución por equipos | Edward Clancy Steven Burke Geraint Thomas Robert Hayles           | Michael Færk Christensen Casper Jørgensen Daniel Kreutzfeldt Jens-Erik Madsen | Ismaël Kip Peter Schep Wim Stroetinga Arno van der Zwet                    |
| Puntuación              | Chris Newton                                                      | Eloy Teruel                                                                   | Iljo Keisse                                                                |
| Scratch                 | Wim Stroetinga                                                    | Tim Mertens                                                                   | Martin Bláha                                                               |
| Madison                 | Roger Kluge Olaf Pollack                                          | Iljo Keisse Kenny De Ketele                                                   | Sergey Kolesnikov Ivan Kovaliov                                            |
| Melbourne               |                                                                   |                                                                               |                                                                            |
| Keirin                  | Azizulhasni Awang                                                 | Andriy Vynokourov                                                             | François Pervis                                                            |
| km contrarreloj         | Michaël D'Almeida                                                 | Scott Sunderland                                                              | Hao Li Wen                                                                 |
| Persecución             | Jack Bobridge                                                     | Aleksei Màrkov                                                                | Vitaliy Shchedov                                                           |
| Persecución por equipos | Rohan Dennis Luke Durbridge Michael Hepburn Cameron Meyer         | Edward Clancy Steven Burke Andrew Fenn Andrew Tennant                         | Sam Bewley Peter Latham Marc Ryan Jesse Sergent                            |
| Velocidad               | Shane Perkins                                                     | Michaël D'Almeida                                                             | Jason Niblett                                                              |
| Velocidad por equipos   | Team Toshiba Scott Sunderland Jason Niblett Daniel Ellis          | Kazuya Narita Yudai Nitta Kazunari Watanabe                                   | Yevgen Bolirukh Yuriy Tsyupyk Andriy Vynokurov                             |
| Puntuación              | Glenn O'Shea                                                      | Joon Yong Seo                                                                 | Eloy Teruel                                                                |
| Scratch                 | Kwok Ho Ting                                                      | Leigh Howard                                                                  | Jason Christie                                                             |
| Madison                 | Unai Elorriaga David Muntaner                                     | Cameron Meyer Christopher Sutton                                              | Henning Bommel Fabian Schaar                                               |
| Cali                    |                                                                   |                                                                               |                                                                            |
| Keirin                  | Leonardo Narváez                                                  | Jason Niblett                                                                 | Barry Forde                                                                |
| km contrarreloj         | Stefan Nimke                                                      | Yevgen Bolirukh                                                               | Hao Li Wen                                                                 |
| Velocidad               | Kévin Sireau                                                      | Stefan Nimke                                                                  | Mickaël Bourgain                                                           |
| Velocidad por equipos   | Carsten Bergemann Robert Förstemann Stefan Nimke                  | Team Toshiba Scott Sunderland Jason Niblett Daniel Ellis                      | Cofidis Mickaël Bourgain Kévin Sireau Didier Henriette                     |
| Persecución             | Sergi Escobar                                                     | Valeri Kaikov                                                                 | Arles Castro                                                               |
| Persecución por equipos | Artur Ierxov Valeri Kaikov Leonid Krasnov Vladimir Shchekunov     | Sergi Escobar Asier Maeztu Antonio Miguel Parra Carles Torrent                | Juan Esteban Arango Arles Castro Edwin Ávila Alexander González            |
| Puntuación              | Leonardo Duque                                                    | Peter Kennaugh                                                                | Carlos Torrent                                                             |
| Scratch                 | Zachary Bell                                                      | Tim Mertens                                                                   | Carlos Torrent                                                             |
| Madison                 | Ingmar De Poortere Tim Mertens                                    | Juan Esteban Arango Carlos Urán                                               | Artur Jerchov Valeri Kaikov                                                |
| Pekín                   |                                                                   |                                                                               |                                                                            |
| Keirin                  | Azizulhasni Awang                                                 | Grégory Baugé                                                                 | Teun Mulder                                                                |
| km contrarreloj         | Mohd Rizal Tisin                                                  | François Pervis                                                               | Kamil Kuczyński                                                            |
| Velocidad               | Grégory Baugé                                                     | Zhang Lei                                                                     | Shane Perkins                                                              |
| Velocidad por equipos   | Cofidis Mickaël Bourgain Kévin Sireau François Pervis             | Grégory Baugé Thierry Jollet Michaël D'Almeida                                | Sebastian Doehrer Maximilian Levy Mathias Stumpf                           |
| Persecución             | Jesse Sergent                                                     | Vitaliy Shchedov                                                              | David O'Loughlin                                                           |
| Persecución por equipos | Team Toshiva Leigh Howard Glenn O'Shea Rohan Dennis Mark Jamieson | Sam Bewley Peter Latham Marc Ryan Jesse Sergent                               | Lokomotiv Artur Ierxov Valeri Kaikov Leonid Krasnov Vladimir Shchekunov    |
| Puntuación              | Chris Newton                                                      | Zachary Bell                                                                  | Rafał Ratajczyk                                                            |
| Scratch                 | Hayden Godfrey                                                    | Chris Newton                                                                  | Rafał Ratajczyk                                                            |
| Madison                 | Team Toshiva Glenn O'Shea Leigh Howard                            | Peter Kennaugh Robert Hayles                                                  | Roger Kluge Ralf Matzka                                                    |
| Pekín                   |                                                                   |                                                                               |                                                                            |
| Keirin                  | Azizulhasni Awang                                                 | Grégory Baugé                                                                 | Teun Mulder                                                                |
| km contrarreloj         | Mohd Rizal Tisin                                                  | François Pervis                                                               | Kamil Kuczyński                                                            |
| Velocidad               | Grégory Baugé                                                     | Zhang Lei                                                                     | Shane Perkins                                                              |
| Velocidad por equipos   | Cofidis Mickaël Bourgain Kévin Sireau François Pervis             | Grégory Baugé Thierry Jollet Michaël D'Almeida                                | Sebastian Doehrer Maximilian Levy Mathias Stumpf                           |
| Persecución             | Jesse Sergent                                                     | Vitaliy Shchedov                                                              | David O'Loughlin                                                           |
| Persecución por equipos | Team Toshiva Leigh Howard Glenn O'Shea Rohan Dennis Mark Jamieson | Sam Bewley Peter Latham Marc Ryan Jesse Sergent                               | Lokomotiv Artur Ierxov Valeri Kaikov Leonid Krasnov Vladimir Shchekunov    |
| Puntuación              | Chris Newton                                                      | Zachary Bell                                                                  | Rafał Ratajczyk                                                            |
| Scratch                 | Hayden Godfrey                                                    | Chris Newton                                                                  | Rafał Ratajczyk                                                            |
| Madison                 | Team Toshiva Glenn O'Shea Leigh Howard                            | Peter Kennaugh Robert Hayles                                                  | Roger Kluge Ralf Matzka                                                    |
| Copenhague              |                                                                   |                                                                               |                                                                            |
| Keirin                  | Kévin Sireau                                                      | Hodei Mazquiaran                                                              | Andriy Vynokourov                                                          |
| km contrarreloj         | Taylor Phinney                                                    | Michaël D'Almeida                                                             | Quentin Lafargue                                                           |
| Velocidad               | Grégory Baugé                                                     | Mickaël Bourgain                                                              | Kévin Sireau                                                               |
| Velocidad por equipos   | Team Sky + Hd Chris Hoy Jamie Staff Jason Kenny                   | Cofidis Mickaël Bourgain Kévin Sireau François Pervis                         | US Creteil Grégory Baugé Thierry Jollet Michaël D'Almeida                  |
| Persecución             | Taylor Phinney                                                    | David O'Loughlin                                                              | Aleksei Markov                                                             |
| Persecución por equipos | Edward Clancy Steven Burke Chris Newton Peter Kennaugh            | Sergi Escobar Eloy Teruel David Muntaner Unai Elorriaga                       | Michael Færk Christensen Niki Byrgesen Daniel Kreutzfeldt Jens-Erik Madsen |
| Puntuación              | Wong Kam Po                                                       | Marcel Barth                                                                  | Milan Kadlec                                                               |
| Scratch                 | Kazuhiro Mori                                                     | Franco Marvulli                                                               | Daniel Holloway                                                            |
| Madison                 | Marcel Barth Robert Bartko                                        | Elia Viviani Angelo Ciccone                                                   | Peter Schep Pim Ligthart                                                   |

### Femeninos
| Evento                  | Ganadora                                                         | Segunda                                           | Tercera                                               |
| Mánchester              | Mánchester                                                       | Mánchester                                        | Mánchester                                            |
| ----------------------- | ---------------------------------------------------------------- | ------------------------------------------------- | ----------------------------------------------------- |
| Keirin                  | Victoria Pendleton                                               | Diana García                                      | Gong Jinjie                                           |
| 500 m. contrarreloj     | Victoria Pendleton                                               | Gong Jinjie                                       | Miriam Welte                                          |
| Velocidad               | Victoria Pendleton                                               | Zheng Lulu                                        | Lyubov Shulika                                        |
| Velocidad por equipos   | Anna Blyth Jessica Varnish                                       | Christin Muche Miriam Welte                       | Victoria Baranova Svetlana Grankovskaya               |
| Persecución             | Wendy Houvenaghel                                                | Tara Whitten                                      | Joanna Rowsell                                        |
| Persecución por equipos | Team 100% Me Elizabeth Armitstead Katie Colclough Joanna Rowsell | Charlotte Becker Christina Becker Lisa Brennauer  | Svitlana Galyuk Léssia Kalitovska Lyubov Shulika      |
| Scratch                 | Elizabeth Armitstead                                             | Tara Whitten                                      | Alexandra Greenfield                                  |
| Puntuación              | Elizabeth Armitstead                                             | Lucy Martin                                       | Katie Colclough                                       |
| Melbourne               |                                                                  |                                                   |                                                       |
| Keirin                  | Willy Kanis                                                      | Elisa Frisoni                                     | Christin Muche                                        |
| 500 m. contrarreloj     | Willy Kanis                                                      | Gong Jinjie                                       | Kaarle McCulloch                                      |
| Velocidad               | Lyubov Shulika                                                   | Christin Muche                                    | Kerrie Meares                                         |
| Velocidad por equipos   | Yvonne Hijgenaar Willy Kanis                                     | Emily Rosemond Kerrie Meares                      | Jin Gu Hyon Won Gyeong Kim                            |
| Persecución             | Joanna Rowsell                                                   | Josephine Tomic                                   | Lada Kozlíková                                        |
| Persecución por equipos | Elizabeth Armitstead Katie Colclough Joanna Rowsell              | Ashlee Ankudinoff Sarah Kent Josephine Tomic      | Svitlana Galyuk Léssia Kalitovska Lyubov Shulika      |
| Puntuación              | Ievguénia Romaniuta                                              | Leire Olaberría                                   | Belinda Goss                                          |
| Scratch                 | Elizabeth Armitstead                                             | Annalisa Cucinotta                                | Ievguénia Romaniuta                                   |
| Cali                    |                                                                  |                                                   |                                                       |
| Keirin                  | Simona Krupeckaitė                                               | Clara Sanchez                                     | Lisandra Guerra                                       |
| 500 m. contrarreloj     | Simona Krupeckaitė                                               | Lisandra Guerra                                   | Sandie Clair                                          |
| Velocidad               | Simona Krupeckaitė                                               | Clara Sanchez                                     | Lisandra Guerra                                       |
| Velocidad por equipos   | Sandie Clair Clara Sanchez                                       | Kristina Vogel Miriam Welte                       | Simona Krupeckaitė Gintarė Gaivenytė                  |
| Persecución             | Vilija Sereikaitė                                                | María Luisa Calle                                 | Tara Whitten                                          |
| Persecución por equipos | Dalila Rodríguez Yudelmis Domínguez Yumari González              | Elizabeth Agudelo Andrea Botero María Luisa Calle | Giorgia Bronzini Annalisa Cucinotta Marta Tagliaferro |
| Puntuación              | Giorgia Bronzini                                                 | Yumari González                                   | Tara Whitten                                          |
| Scratch                 | Annalisa Cucinotta                                               | Yumari González                                   | Gema Pascual                                          |
| Pekín                   |                                                                  |                                                   |                                                       |
| Keirin                  | Simona Krupeckaitė                                               | Guo Shuang                                        | Willy Kanis                                           |
| 500 m. contrarreloj     | Simona Krupeckaitė                                               | Gong Jinjie                                       | Xu Yulei                                              |
| Velocidad               | Simona Krupeckaitė                                               | Lyubov Shulika                                    | Willy Kanis                                           |
| Velocidad por equipos   | Yvonne Hijgenaar Willy Kanis                                     | Simona Krupeckaitė Gintarė Gaivenytė              | Gong Jinjie Zheng Lulu                                |
| Persecución             | Alison Shanks                                                    | Vilija Sereikaitė                                 | Svitlana Galyuk                                       |
| Persecución por equipos | Lauren Ellis Kaytee Boyd Alison Shanks                           | Jiang Fan Sun Feiyan Wang Cui                     | Ievgenia Romaniuta Olga Sliussareva Elena Tchalykh    |
| Puntuación              | Jarmila Machačová                                                | Wang Cui                                          | Giorgia Bronzini                                      |
| Scratch                 | Ievguénia Romaniuta                                              | Giorgia Bronzini                                  | Belinda Goss                                          |
| Copenhague              |                                                                  |                                                   |                                                       |
| Keirin                  | Clara Sanchez                                                    | Elisa Frisoni                                     | Guo Shuang                                            |
| 500 m. contrarreloj     | Lisandra Guerra                                                  | Sandie Clair                                      | Willy Kanis                                           |
| Velocidad               | Victoria Pendleton                                               | Clara Sanchez                                     | Lyubov Shulika                                        |
| Velocidad por equipos   | Team Toshiba Kaarle McCulloch Anna Meares                        | Kristina Vogel Miriam Welte                       | Guo Shuang Zheng Lulu                                 |
| Persecución             | Eleonora van Dijk                                                | Tara Whitten                                      | Joanna Rowsell                                        |
| Persecución por equipos | Team 100% Me Elizabeth Armitstead Katie Colclough Joanna Rowsell | Vera Koedooder Eleonora van Dijk Amy Pieters      | Verena Jooß Christina Becker Lisa Brennauer           |
| Puntuación              | Eleonora van Dijk                                                | Katie Colclough                                   | Shelley Olds                                          |
| Scratch                 | Elizabeth Armitstead                                             | Vera Koedooder                                    | Andrea Wolfer                                         |

## Clasificaciones

### Países
| Rang | País/Equipo  | Mánchester | Melbourne | Cali | Pekín | Copenhague | Total |
| ---- | ------------ | ---------- | --------- | ---- | ----- | ---------- | ----- |
| 1    | Alemania     | 92         | 56        | 62   | 52    | 74         | 336   |
| 2    | Países Bajos | 41         | 60        | 17   | 72    | 99         | 289   |
| 3    | Reino Unido  | 133        | 36        | 15   | 32    | 57         | 273   |
| 4    | Francia      | 24         | 25        | 65   | 64    | 71         | 249   |
| 5    | España       | 49         | 66        | 78   | 17    | 31         | 241   |
| 6    | China        | 41         | 38        | 23   | 108   | 31         | 241   |
| 7    | Team Toshiba | 12         | 98        | 38   | 29    | 35         | 212   |
| 8    | Rusia        | 45         | 55        | 51   | 37    | 11         | 199   |
| 9    | Ucrania      | 51         | 67        | 22   | 30    | 24         | 194   |
| 10   | Cofidis      | 25         | 26        | 51   | 26    | 44         | 172   |

### Masculinos
| Pos. | Ciclista          | Man | Mel | Cal | Peq | Cop | Pts |
| 1.   | Azizulhasni Awang | -   | 12  | -   | 12  | -   | 24  |
| 2.   | Andriy Vynokurov  | 3   | 10  | -   | -   | 8   | 21  |
| 3.   | François Pervis   | 12  | 8   | -   | -   | -   | 20  |
| 4.   | Kévin Sireau      | -   | -   | 4   | -   | 12  | 16  |
| 5.   | Grégory Baugé     | -   | -   | -   | 10  | 6   | 16  |

| Pos. | Ciclista          | Man | Mel | Cal | Peq | Cop | Pts |
| 1.   | Yevgen Bolirukh   | 10  | 7   | 10  | -   | 6   | 33  |
| 2.   | Hao Li Wen        | 7   | 8   | 8   | 7   | -   | 30  |
| 3.   | Kamil Kuczyński   | 8   | -   | -   | 8   | 7   | 23  |
| 4.   | Michaël D'Almeida | -   | 12  | -   | -   | 10  | 22  |
| 5.   | David Daniell     | 12  | -   | -   | -   | 3   | 15  |

| Pos. | Ciclista          | Man | Mel | Cal | Peq | Cop | Pts |
| 1.   | Shane Perkins     | 10  | 12  | -   | 8   | -   | 30  |
| 2.   | Grégory Baugé     | -   | -   | -   | 12  | 12  | 24  |
| 3.   | Michaël D'Almeida | 7   | 10  | -   | 7   | -   | 24  |
| 4.   | Kévin Sireau      | -   | -   | 12  | 3   | 8   | 23  |
| 5.   | Jason Kenny       | 12  | -   | -   | -   | 7   | 19  |

| Pos. | Ciclista         | Man | Mel | Cal | Peq | Cop | Pts |
| 1.   | Valeri Kaikov    | 8   | -   | 10  | 6   | 7   | 31  |
| 2.   | Vitaliy Shchedov | 10  | 8   | -   | 10  | -   | 28  |
| 3.   | Edward Clancy    | 12  | -   | -   | -   | 6   | 18  |
| 4.   | David O'Loughlin | -   | -   | -   | 8   | 10  | 18  |
| -.   | Aleksei Màrkov   | -   | 10  | -   | -   | 8   | 18  |

| Pos. | Equip         | Man | Mel | Cal | Peq | Cop | Pts |
| 1.   | Cofidis       | 4   | 6   | 8   | 12  | 10  | 40  |
| 2.   | Alemania      | 8   | -   | 12  | 8   | -   | 28  |
| 3.   | Team Sky + HD | 12  | -   | -   | -   | 12  | 24  |
| 4.   | Toshiba       | -   | 12  | 10  | -   | -   | 22  |
| 5.   | Polonia       | 10  | -   | -   | 5   | 5   | 20  |

| Pos. | Equip       | Man | Mel | Cal | Peq | Cop | Pts |
| 1.   | España      | 4   | 10  | 10  | -   | 10  | 34  |
| 2.   | Reino Unido | 12  | -   | -   | -   | 12  | 24  |
| 3.   | Dinamarca   | 10  | -   | -   | 6   | 8   | 24  |
| 4.   | Lokomotiv   | 7   | -   | -   | 8   | 7   | 22  |
| 5.   | Alemania    | 5   | 6   | -   | 7   | 1   | 19  |

| Pos. | Ciclista        | Man | Mel | Cal | Peq | Cop | Pts |
| 1.   | Tim Mertens     | 10  | -   | 10  | -   | -   | 20  |
| 2.   | Rafał Ratajczyk | -   | 7   | -   | 8   | 5   | 20  |
| 3.   | Kazuhiro Mori   | -   | 3   | -   | 3   | 12  | 18  |
| 4.   | Zach Bell       | -   | -   | 12  | 4   | -   | 16  |
| 5.   | Leigh Howard    | -   | 10  | -   | -   | 6   | 16  |

| Pos. | Ciclista     | Man | Mel | Cal | Peq | Cop | Pts |
| 1.   | Alemania     | 12  | 8   | -   | 8   | 12  | 40  |
| 2.   | España       | 1   | 12  | 7   | 7   | 3   | 30  |
| 3.   | Bélgica      | 10  | -   | 12  | -   | 7   | 29  |
| 4.   | Team Toshiba | 6   | 7   | -   | 12  | 4   | 29  |
| 5.   | Reino Unido  | 5   | -   | 5   | 10  | -   | 20  |

#### Puntuación
| Pos. | Ciclista     | Man | Mel | Cal | Peq | Cop | Pts |
| 1.   | Chris Newton | 12  | -   | -   | 12  | 3   | 27  |
| 2.   | Glenn O'Shea | 6   | 12  | -   | -   | -   | 18  |
| 3.   | Eloy Teruel  | 10  | 8   | -   | -   | -   | 18  |
| 4.   | Zach Bell    | -   | -   | 7   | 10  | -   | 17  |
| 5.   | Wong Kam Po  | -   | -   | -   | 4   | 12  | 16  |

### Femeninos
| Pos. | Ciclista           | Man | Mel | Cal | Peq | Cop | Pts |
| 1.   | Willy Kanis        | -   | 12  | -   | 8   | 7   | 27  |
| 2.   | Simona Krupeckaitė | -   | -   | 12  | 12  | -   | 24  |
| 3.   | Elisa Frisoni      | -   | 10  | -   | 3   | 10  | 23  |
| 4.   | Clara Sanchez      | -   | -   | 10  | -   | 12  | 22  |
| 5.   | Guo Shuang         | -   | -   | -   | 10  | 8   | 18  |

| Pos. | Ciclista           | Man | Mel | Cal | Peq | Cop | Pts |
| 1.   | Gong Jinjie        | 10  | 10  | -   | 10  | -   | 30  |
| 2.   | Simona Krupeckaitė | -   | -   | 12  | 12  | -   | 24  |
| 3.   | Lisandra Guerra    | -   | -   | 10  | -   | 12  | 22  |
| 4.   | Willy Kanis        | -   | 12  | -   | -   | 8   | 20  |
| 5.   | Victoria Pendleton | 12  | -   | -   | -   | 6   | 18  |

| Pos. | Ciclista           | Man | Mel | Cal | Peq | Cop | Pts |
| 1.   | Lyubov Shulika     | 8   | 12  | -   | 10  | 8   | 38  |
| 2.   | Zheng Lulu         | 10  | -   | 7   | 6   | 4   | 27  |
| 3.   | Simona Krupeckaitė | -   | -   | 12  | 12  | -   | 24  |
| -.   | Victoria Pendleton | 12  | -   | -   | -   | 12  | 24  |
| 5.   | Willy Kanis        | -   | 6   | -   | 8   | 7   | 21  |

| Pos. | Ciclista          | Man | Mel | Cal | Peq | Cop | Pts |
| 1.   | Joanna Rowsell    | 8   | 12  | -   | -   | 8   | 28  |
| 2.   | Tara Whitten      | 10  | -   | 8   | -   | 10  | 28  |
| 3.   | Vilija Sereikaitė | -   | -   | 12  | 10  | -   | 22  |
| 4.   | Eleonora van Dijk | 7   | -   | -   | -   | 12  | 19  |
| 5.   | Josephine Tomic   | 10  | -   | -   | 6   | -   | 16  |

| Pos. | Equip        | Man | Mel | Cal | Peq | Cop | Pts |
| 1.   | Alemania     | 10  | -   | 10  | -   | 10  | 30  |
| 2.   | Polonia      | 7   | -   | 7   | 5   | 6   | 25  |
| 3.   | Países Bajos | -   | 12  | -   | 12  | -   | 24  |
| 4.   | Francia      | -   | -   | 12  | 7   | -   | 19  |
| -.   | Reino Unido  | 12  | -   | -   | -   | 7   | 19  |

| Pos. | Equip         | Man | Mel | Cal | Peq | Cop | Pts |
| 1.   | Team 100% Me  | 12  | -   | -   | -   | 12  | 24  |
| 2.   | Alemania      | 10  | -   | -   | 6   | 8   | 24  |
| 3.   | Nueva Zelanda | -   | 5   | -   | 12  | -   | 17  |
| -.   | Cuba          | -   | -   | 12  | -   | 5   | 17  |
| 5.   | Ucrania       | 8   | 8   | -   | -   | -   | 16  |

| Pos. | Ciclista             | Man | Mel | Cal | Peq | Cop | Pts |
| 1.   | Elizabeth Armitstead | 12  | 12  | -   | -   | 12  | 36  |
| 2.   | Ievguénia Romaniuta  | 4   | 8   | -   | 12  | -   | 24  |
| 3.   | Annalisa Cucinotta   | -   | 10  | 12  | -   | -   | 22  |
| 4.   | Leire Olaberría      | 7   | 7   | -   | -   | 5   | 19  |
| 5.   | Jarmila Machačová    | 2   | -   | -   | 6   | 7   | 15  |

| Pos. | Ciclista             | Man | Mel | Cal | Peq | Cop | Pts |
| 1.   | Giorgia Bronzini     | -   | -   | 12  | 8   | 5   | 25  |
| 2.   | Jarmila Machačová    | 6   | -   | -   | 12  | -   | 18  |
| 3.   | Katie Colclough      | 8   | -   | -   | -   | 10  | 18  |
| 4.   | Leire Olaberría      | 7   | 10  | -   | -   | -   | 17  |
| 5.   | Elizabeth Armitstead | 12  | -   | -   | -   | 4   | 16  |